# مساعدة ذاتية

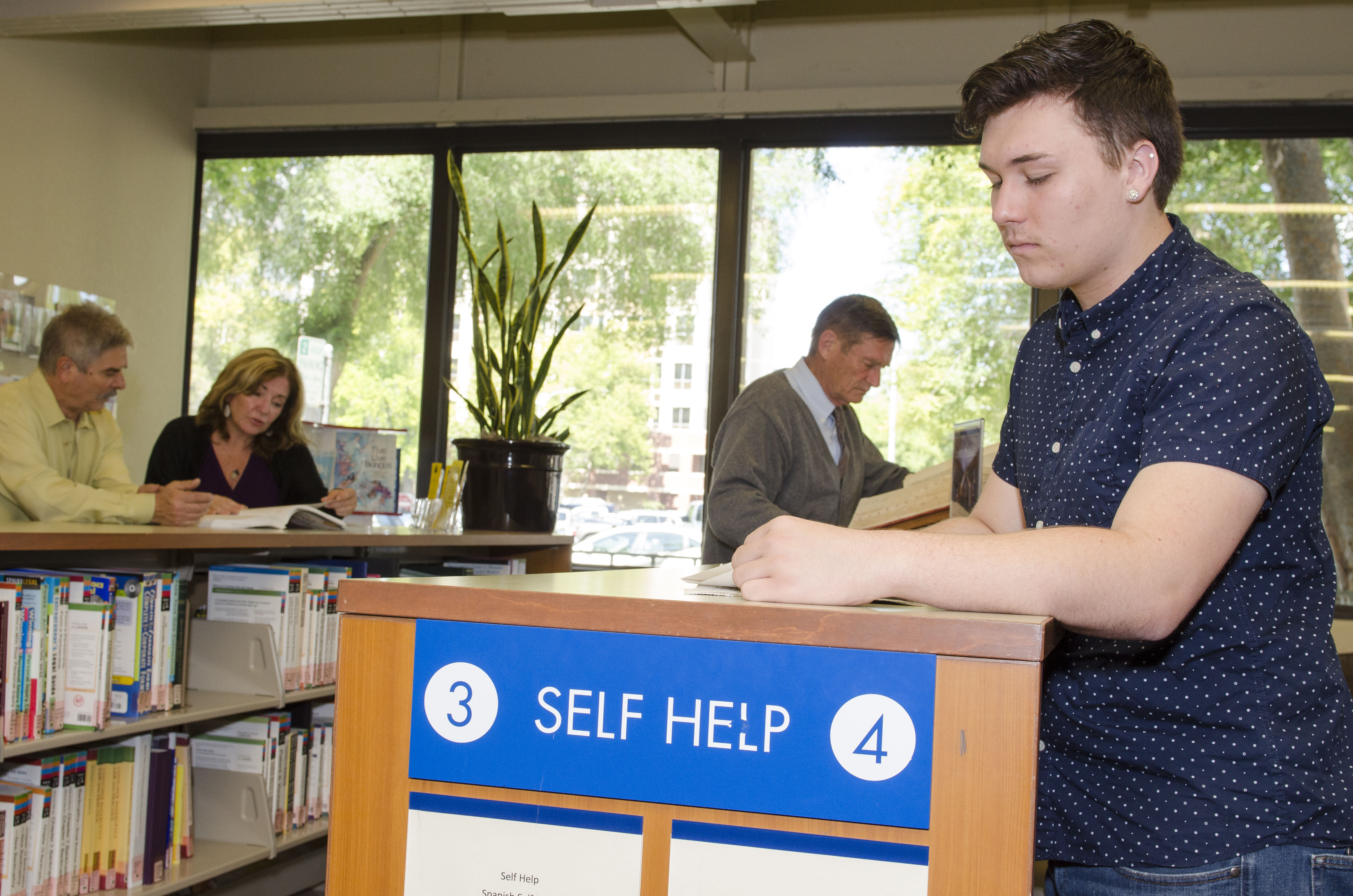
مساعدة ذاتيه

المساعدة الذاتية (بالإنجليزية: Self-help)‏ أو تحسين الذات (بالإنجليزية: self-improvement)‏ هي تحسين موجه ذاتيًا؛ اقتصاديًا أو فكريًا أو عاطفيًا، غالبًا مع أساس نفسي جوهري.
عند المشاركة في المساعدة الذاتية، غالبًا ما يستخدم الأشخاص المعلومات المتاحة للجمهور أو مجموعات الدعم، على الإنترنت وكذلك شخصيًا، حيث ينضم الأشخاص في مواقف مماثلة معًا. من الأمثلة المبكرة في الممارسة القانونية الذاتية والمشورة الأسرية، انتشرت دلالات الكلمة وغالبًا ما تنطبق بشكل خاص على التعليم والأعمال وعلم النفس والعلاج النفسي، والتي توزع بشكل شائع من خلال النوع الشائع من كتب مساعدة الذات. وفقًا لقاموس APA لعلم النفس، فإن الفوائد المحتملة لمجموعات المساعدة الذاتية التي قد لا يتمكن المحترفون من تقديمها تشمل الصداقة والدعم العاطفي والمعرفة التجريبية والهوية والأدوار الهادفة والشعور بالانتماء.
توجد العديد من برامج مجموعات المساعدة الذاتية المختلفة، ولكل منها تركيزه الخاص وتقنياته ومعتقداته المرتبطة به ومؤيديه وفي بعض الحالات قادة. المفاهيم والمصطلحات التي نشأت في ثقافة المساعدة الذاتية وثقافة الخطوات الاثنتي عشرة، مثل التعافي، والتفكك الأسري، والاعتمادية المشتركة أصبحت مدمجة بقوة في اللغة السائدة. قد تتكون المجموعات المرتبطة بالحالات الصحية من المرضى ومقدمي الرعاية. بالإضافة إلى مشاركة أعضاء قدامى في الخبرات، يمكن لهذه المجموعات الصحية أن تصبح مجموعات دعم وبيوت مقاصة للمواد التعليمية. يمكن القول إن أولئك الذين يساعدون أنفسهم من خلال التعلم وتحديد المشكلات الصحية يمثلون المساعدة الذاتية، بينما يمكن اعتبار مجموعات المساعدة الذاتية أكثر على أنها مجموعات من نظير إلى نظير أو مجموعات دعم متبادل.